# Eucalyptus gunnii
Eucalyptus gunnii é uma espécie de planta com flor pertencente à família Myrtaceae. 
A autoridade científica da espécie é Hook.f., tendo sido publicada em London Journal of Botany 3: 499–501. 1844.
O seu nome comum é eucalipto-de-gunn.

## Portugal
Trata-se de uma espécie presente no território português, nomeadamente em Portugal Continental.
Em termos de naturalidade é introduzida na região atrás indicada.

## Proteção
Não se encontra protegida por legislação portuguesa ou da Comunidade Europeia.